# 서하 헌종
서하 헌종 이덕왕(西夏 獻宗 李德旺, 1181년 ~ 1226년)은 중국 서하의 제9대 황제(재위:1223년 ~ 1226년)이다. 시호가 애황제(哀皇帝)이기 때문에 애제(哀帝)라고도 불린다. 서하 신종 이준욱의 아들이다. 사용한 연호는 건정(乾定)이다.
1217년에 칭기즈 칸의 몽골 제국이 침공하자 1223년 12월에 신종은 황제 자리에서 물러나고 헌종에게 양위한다.
1224년에 헌종은 몽골 제국에 투항했으며 인질을 보내는 조건으로 국가의 멸망을 막았다.
그 이후 1226년 7월에 향년 46세의 나이로 병사하였으며 조카 이현이 뒤를 이었다.
| 전임 서하 신종 | 제9대 서하의 황제 1223년 ~ 1226년 | 후임 서하 말제 |